# Dave Krusen
David Krusen (Tacoma, 10 de março de 1966) é um baterista estadunidense, mais conhecido por ter sido o baterista original da banda Pearl Jam e por seu trabalho no álbum Ten. Krusen entrou para o Rock and Roll Hall of Fame como membro do grupo em 2017.

## Carreira musical

### Pearl Jam
Dave Krussen foi convidado, em 1990, pelo baixista Jeff Ament e  pelo guitarrista Stone Gossard para compor a banda Pearl Jam. Krusen foi um membro da banda desde a primeira apresentação oficial em 22 Outubro de 1990 até o término do primeiro álbum, Ten. Depois disso, deixou a banda, em maio de 1991, por problemas pessoais. 

### Hovercraft
Nos anos 90, Krusen se juntou a Beth Liebling e Ryan Shinn para formar a banda Hovercraft, através do pseudônimo de "Karl 3-30", substituindo Eddie Vedder. Com um baterista mais tecnicamente hábil, a banda estava livre para tocar além do som experimental do seu primeiro lançamento, exibindo-se com mais experiência nos improvisos e experimentalismos inovadores. Enquanto membro da Hovercraft, participou de turnês com a banda e gravou o álbum Akathisia.

### Candlebox
Ele foi também o segundo baterista da Candlebox, subtituindo Scott Mercado. Se juntou à banda em 1997 e gravou o álbum Happy Pills. Foi substituído por Shannon Larkin da banda Ugly Kid Joe  quando deixou a Candlebox em 1997.

### Unified Theory
Krusen tocou bateria com a banda Unified Theory no álbum com mesmo nome, lançado em agosto de 2000. A banda era composta por dois ex-membros da Blind Melon, o baixista Brad Smith e o guitarrista Christopher Thorn e o recém-chegado Chris Shinn no vocal e na guitarra. A banda começou a se formar em Los Angeles, em 1998 após a mal-sucedida tentativa de Smith e Thorn de investir na Blind Melon com seu novo vocalista. Krusen já era amigo dos dois. Enquanto compunha músicas para o segundo álbum, se frustrou com a banda por conta de atrasos, o que levou à sua dissolução.

### Outros projetos musicais
Foi componente de uma banda situada em Seattle chamada Novatone, que lançou o álbum "TTime Can't Wait" em 2005. De 2005 a 2007, foi baterista de Cheyenne Kimball e tocou com ela no seu primeiro álbum. Atualmente, ele está trabalhando com blues/noise-groove, gravações de vanguarda e performances ao vivo e em estúdio com vários artistas, entre eles Martyr Reef, Carolyna Loveless, Chris Robinson and Puppies and Kittens.

## Discografia

### Pearl Jam
| Ano  | Álbum                                   | Gravadora | Música(s)                                                                  |
| ---- | --------------------------------------- | --------- | -------------------------------------------------------------------------- |
| 1991 | Ten                                     | Epic      | Todas                                                                      |
| 1993 | In Defense of Animals                   | Restless  | "Porch"                                                                    |
| 1999 | Rock: Train Kept a Rollin'              | Sony      | "Black"                                                                    |
| 2003 | Lost Dogs                               | Epic      | "Alone", "Hold On", "Yellow Ledbetter", "Wash", "Let Me Sleep" e "Brother" |
| 2004 | Rearviewmirror: Greatest Hits 1991-2003 | Epic      | "Once", "Alive", "Jeremy", "Black" e "Yellow Ledbetter"                    |

### Hovercraft
| Ano  | Álbum     | Gravadora |
| ---- | --------- | --------- |
| 1997 | Akathisia | Mute      |

### Candlebox
| Ano  | Álbum                 | Gravadora                 | Música(s)                                                                    |
| ---- | --------------------- | ------------------------- | ---------------------------------------------------------------------------- |
| 1998 | Happy Pills           | Warner Bros.              | Todas                                                                        |
| 2006 | The Best of Candlebox | Rhino/WEA                 | "Happy Pills", "It's Alright", "Sometimes", "10,000 Horses" e "Glowing Soul" |
| 2008 | Into the Sun          | Silent Majority Group/ILG | Algumas                                                                      |

### Unified Theory
| Ano  | Álbum          | Gravadora |
| ---- | -------------- | --------- |
| 2000 | Unified Theory | Universal |

### Novatone
| Ano  | Álbum           | Gravadora   |
| ---- | --------------- | ----------- |
| 2005 | Time Can't Wait | Wax Orchard |

### Contribuições e colaborações
| Ano  | Grupo                           | Álbum                    | Gravadora         | Música(s)                                                        |
| ---- | ------------------------------- | ------------------------ | ----------------- | ---------------------------------------------------------------- |
| 1998 | Caustic Resin                   | The Medicine Is All Gone | Alias             | Algumas                                                          |
| 2002 | Carrie Akre                     | Invitation               | My Way            | Todas                                                            |
| 2005 | Thee Heavenly Music Association | Shaping The Invisible    | Rehash            | Algumas                                                          |
| 2006 | Cheyenne Kimball                | The Day Has Come         | Epic              | "Good Go Bad", "Everything to Lose" e "Didn't I"                 |
| 2008 | Shawn Smith                     | The Diamond Hand         | Sound Vs. Silence | "Toss It in the Fire", "The White Queen" e "For Everyone to See" |